# Espermicida
Espermicida é um líquido utilizado para aniquilar os espermatozoides.
Os espermicidas são cremes, supositórios, espumas ou geléias especiais colocados dentro da vagina antes da relação sexual. Eles contêm substâncias químicas que matam os espermatozóides, impedindo assim que eles fertilizem o ovócito II. Devem ser colocados na vagina momentos antes da relação sexual, como camisinha masculina ou feminina, ou diafragma.
Os comprimidos e óvulos demoram para dissolver, por isso devem ser colocados na vagina cerca de 15 minutos antes da relação. As geléias, cremes e espumas podem ser colocados imediatamente antes da relação.
Os espermicidas têm poucas contraindicações: o creme pode causar alergias, sensação de irritação dos órgão sexuais (em ambos sexos),além disso não previne contra infeções sexualmente transmissíveis, no entanto apenas 3% a 5% são vítimas destes efeitos secundárias.
Índice de falha: 6% a 21%

## Diafragma e geis espermicidas
O diafragma é colocado no colo do útero e impede a passagem dos espermatozóides para o útero evitando a fecundação. E normalmente utilizado em conjunto com outros espermicidas , fazendo assim aumentar a eficiência. Este tipo de métodos não protege de doenças sexualmente transmissíveis
[[simple:Spermicide]
[[uk:Сперміциди]